# 措迈乡
措迈乡（藏語：ཚོ་སྨད་），是中华人民共和国西藏自治区日喀则市昂仁县下辖的一个乡镇级行政单位。

## 行政区划
措迈乡下辖以下地区：
热欧村、贡琼村、地沙布村、甭那村、亚朗村、林久村、底热村、丁仁村和欧荣村。